# Eulithis tristis
Eulithis tristis är en fjärilsart som beskrevs av Sterneck 1928. Eulithis tristis ingår i släktet Eulithis och familjen mätare. Inga underarter finns listade i Catalogue of Life.